# Adenochilus nortonii
Adenochilus nortonii es una especie de orquídea de hábito terrestre. Es originaria de Australia.

## Descripción
Adenochilus nortonii son plantas anuales sin tubérculos, aquí son reemplazados por rizomas alargados, con tallos cortos, rectos, sin ramificar, con una lámina membranosa plana y la inflorescencia terminal con sólo uno o dos flores blancas resupinadas con segmentos libres, recubiertas externamente por pelos glandulares rojizos. El sépalo de la columna es mucho más amplio que los otros, los pétalos son más pequeños que los sépalos laterales. El labio es mucho más pequeño que los otros segmentos. La columna es curva y suave, cubierto de pilosidad rojiza, terminando en márgenes extremos denticulados. Es posiblemente polinizada por las abejas y sus frutos maduran en diez semanas.

## Distribución y hábitat
Se encuentra en dos zonas restringidas en Nueva Gales del Sur y Nueva Inglaterra en Australia, donde habita en las zonas altas o montañosas, siempre en lugares cubiertos de musgo, en medio de las capas de hojas en descomposición o grietas de las rocas y acantilados al abrigo de la luz solar directa. Las plantas de cultivo son muy difíciles.

## Taxonomía
Adenochilus nortonii fue descrito por Robert D. FitzGerald y publicado en Australian Orchids 1(2): 2. 1882.
Etimología
Adenochilus: nombre genérico que se refiere a las glándulas que posee en el labelo.
nortonii: epíteto otorgado en honor de Norton un recolector de orquídeas en Australia en los años 1800
Sinonimia
- Caladenia nortonii (Fitzg.) F.Muell.	[4][5]